# Aniseia cernua
Aniseia cernua é uma espécie trepadeira de planta com flor pertencente à família Convolvulaceae.
A autoridade científica da espécie é Moïse Étienne Moricand, tendo sido publicada em Plantes Nouvelles d'Amérique 56–58, t. 38. 1837.

## Brasil
Esta espécie terrícola é nativa e não endémica do Brasil, podendo ser encontrada nas Regiões Centro-Oeste, Norte, Nordeste, Sudeste do Brasil. Em termos fitogeográficos pode ser encontrada nos domínios da Amazônia e do Cerrado.
Não ocorrem táxons infra-específicos no Brasil.